# Cavo Orione
Il cavo Orione è un breve corso d'acqua artificiale che scorre in provincia di Novara.

## Percorso
L'Orione nasce a Nord di San Pietro Mosezzo, dall'unione di diversi corsi d'acqua minori, colatori delle campagne circostanti. Ricevendo altri tributari di entità modesta, il cavo entra nella zona Industriale di San Pietro (attraversandola completamente).
Giunto presso Casalgiate, frazione di Novara, il cavo Orione scorre parallelo alla Ferrovia Torino-Milano per un breve tratto e giunge alla zona industriale di Novara - Corso Vercelli.
Attraversata la tangenziale di Novara, l'Orione entra in Lumellogno, lambendo la parte est dell'abitato e alimentando due mulini (il principale è quello della Torre dei Canonici).
L'Orione, ormai ridotto di portata scorre verso sud, oltre le campagne di Pagliate; giunto presso la cascina Calcinara (comune di Granozzo con Monticello), il cavo si disperde in molti rami minori che vanno ad irrigare i terreni, e confluisce infine nella roggia Caccesca.

## Stato ambientale
La "fama" negativa di questo corso d'acqua nasce dal suo elevato grado di inquinamento; nel corso degli anni si sono verificati importanti sversamenti di idrocarburi e di altre sostanze.
Il cavo Orione si può considerare biologicamente morto: la fauna ittica è pressoché assente, poiché gli sversamenti inquinanti hanno una frequenza elevata, e ciò non consente una ripresa naturale del corso d'acqua.